# 储殷
储殷（1977年—），中国吉林省长春人。 中国政治学者、经济学家、国际问题专家。 2006年获中国人民大学博士学位，师从张鸣。曾任国际关系学院公共管理系教授， 2021年12月29日，储殷宣布离职，表示“人生有了新选择和新方向”。

## 综艺活动
2017至2018年，参加《我是演说家》第四季。
2018年，参加《奇葩大会》。
2018至2019年，《最强辩手》总编剧。
2019至2020年，参加《奇葩说》第六季。

## 人物作品

### 学术专著
- 《转型社会的法律治理：基层法院的结构与运作》（吉林大学出版社，2016年）
- 《嬗变与论争：公共治理转型的焦点问题》（中国言实出版社，2015年）

### 学术文章
- 《全球疫情常态化给中国经济带来三大新挑战》，载《国家治理》2020年23期[14]
- 《当代西方政治文化的研究历程:回顾与反思》，载《区域与全球发展》2018年01期[15]
- 《略论英国脱欧对“一带一路”战略倡议的影响》，载《区域经济评论》2016年05期[16]
- 《论蒙古永久中立对“一带一路”建设的影响》，载《当代世界》2016年02期[17]
- 《希腊危机揭橥民主“四大”失灵》，载《中国社会科学报》2015年8月13日[18]
- 《中国“一带一路”战略定位的三个问题》，载《国际经济评论》2015年02期[19]
- 《埃尔多安时代的土耳其军政关系》，载《军事政治学研究》2015年01期[20]